# مویسس دلگادو
مویسس دلگادو (انگلیسی: Moi Delgado؛ زادهٔ ۱۸ آوریل ۱۹۹۴) بازیکن فوتبال اهل اسپانیا است که در حال حاضر برای باشگاه فوتبال راسینگ فرول بازی می‌کند. 
از باشگاه‌هایی که در آن بازی کرده است می‌توان به باشگاه فوتبال سویا و باشگاه فوتبال بارسلونا اتلتیک اشاره کرد.